# Methyldopa
Methyldopa ist eine synthetisch hergestellte Aminosäure, die als Arzneistoff in der palliativen Behandlung von Bluthochdruck angewandt wird (Antihypertonikum).

## Pharmakologische Eigenschaften

### Wirkmechanismus
Die pharmakologische Wirkung von Methyldopa, von dem nur die L-Form [Synonym: (S)-α-Methyldopa] pharmakologisch aktiv ist, resultiert aus der Verdrängung der physiologischen sympathischen Neurotransmitter.

Angriffspunkt von Methyldopa in der (Nor-)Adrenalinbiosynthese

Als Aminosäure wird Methyldopa aktiv über die Blut-Hirn-Schranke ins Gehirn aufgenommen, wo es zuerst zu α-Methyldopamin decarboxyliert und dann zu α-Methylnoradrenalin hydroxyliert wird. Die Decarboxylierung des Methyldopa bindet Kapazitäten des decarboxylierenden Enzyms, wodurch die Decarboxylierung von Levodopa zu Dopamin gehemmt wird, was wiederum die Bildung von Noradrenalin, das aus Dopamin synthetisiert wird, beeinträchtigt. Noradrenalin sorgt normalerweise mittels Adrenozeptorenaktivierung über Blutgefäßverengung für eine Erhöhung des Blutdrucks.

Methyldopa ist eine sogenannte falsche Überträgersubstanz, die gespeichert werden kann, jedoch relativ zum eigentlichen, physiologischen Überträgerstoff eine höhere Affinität zu α2-Rezeptoren aufweist als zu α1-Rezeptoren. Zentral erhöht die Erregung postsynaptischer α2-Rezeptoren die Toleranz gegenüber niedrigerem Blutdruck, bzw. stellt einen solchen ein, da das vasomotorische Zentrum im verlängerten Mark gedämpft wird. Die Aktivierung präsynaptischer α2-Rezeptoren sorgt zudem peripher für eine Verminderung der Noradrenalinfreisetzung.
Die Wirkung setzt zwei bis sechs Stunden nach der Verabreichung ein und hält für einen Zeitraum von etwa zehn bis 16 Stunden an.
Während zu Behandlungsbeginn die Blutdrucksenkung vor allem eine Folge der Senkung des Herzzeitvolumens darstellt, ist der primäre blutdrucksenkende Faktor bei chronischer Therapie die Abnahme des Gefäßwiderstandes.

### Pharmakokinetik
Methyldopa hat eine orale Bioverfügbarkeit von etwa 25 % und eine Halbwertszeit von eineinhalb Stunden, ein Verteilungsvolumen von 0,6 l/kg, die Plasmaproteinbindung beträgt 10–15 %.
Annähernd 50 % von Methyldopa werden vom Darm absorbiert, seine Metabolisierung, also seine enzymatische Umwandlung zu polaren und damit besser ausscheidbaren Substanzen, erfolgt in den Gedärmen und der Leber, es wird mit dem Urin ausgeschieden, der aktive Metabolit ist Methyldopa-O-Sulfat.

### Indikationen
Da Methyldopa zu der sehr kleinen Gruppe an Substanzen gehört, bei denen Erfahrungen in der Anwendung während der Schwangerschaft vorliegen, ist es bei arterieller Hypertonie in der Schwangerschaft (→ Eklampsie) das Mittel erster Wahl. Der Wirkmechanismus des Methyldopa beruht hauptsächlich auf einer Hemmung der zentralen Sympathikuswirkung. Daher wird Methyldopa auch als Antisympathotonikum bezeichnet.

### Nebenwirkungen
Wie die meisten Antisympathotonika ist auch Methyldopa für den Menschen nur schlecht verträglich. Aus seiner Verabreichung können leichtere Nebenwirkungen wie Müdigkeit (tritt bei über 10 % der Patienten auf und legt sich zumeist im weiteren Therapieverlauf von selbst), trockene Nasenschleimhaut und leichte Magen-Darm-Beschwerden (bei 1–10 % der Patienten) sowie harmlose Dunkelfärbung des Urins bei Luftkontakt (bei weniger als einem Prozent der Patienten) bis hin zu starker, nach einigen Tagen reversibler Sedierung resultieren.
 Ebenso können zu Hypotonie führende orthostatische Dysregulationen, extrapyramidalmotorische, parkinsonähnliche Symptome, Hautreaktionen oder Immunhämolyse beobachtet werden. Bei über 20 % der Patienten, die dauerhaft mit Methyldopa behandelt werden, fällt der Coombs-Test positiv aus, was jedoch zumeist nicht klinisch relevant ist. Vereinzelt kann es jedoch nach chronischer Gabe zu einer hämolytischen Anämie kommen, diese ist dann jedoch zumeist gutartig und weist eine Letalität von weniger als 1 % auf.

Da es bei über einem Prozent der Behandelten auch zu Leberschäden kommt, ist eine Kontrolle der Leberwerte einmal 14 Tage nach Behandlungsbeginn und danach vierteljährlich nötig. Bei etwa 1–10 % der Patienten kommt es im Laufe der Therapie mit Methyldopa zu Bradykardie, Ödemen und depressiven Verstimmungen. Dauern diese länger als fünf Tage an, ist unter allen Umständen ein Arzt aufzusuchen.

Bei ein bis drei Prozent der behandelten Patienten kommt es zudem in der ersten Behandlungswoche zu Fieber und mitunter zu Schüttelfrost, was zumeist ein Zeichen für eine allgemeine Überempfindlichkeit gegenüber der Substanz ist. Treten während der Behandlung juckender Hautausschlag, Herzrasen, Atemnot, Schwäche und Schwindel auf ist ebenfalls sofort ein Arzt aufzusuchen, da es sich um eine Methyldopaallergie handeln kann.

Bei abruptem Absetzen von Methyldopa kann es zudem zu einem sog. „Rebound-Effect“ kommen, das heißt, Blutdruck und Herzfrequenz können sprunghaft ansteigen.
Auf Grund dieser Nebenwirkungen hat Methyldopa, wie auch andere Antisympathotonika, viel von seiner früheren Bedeutung verloren. Alte Menschen sollten generell kein Methyldopa nehmen.

## Chemie

Links Levodopa, rechts Methyldopa (als Zwitterionen, die Reste sind rot markiert)

Methyldopa ist eine α,α-dialkylierte α-Aminosäure, das heißt, am α-C-Atom (blau) liegt neben dem C6H3(OH)2CH2-Rest noch ein weiterer Rest an, in diesem Fall ein Methylrest. Damit unterscheidet sich Methyldopa von biogenen Aminosäuren, die am α-C-Atom neben der Säuregruppe (–COOH), der Aminogruppe (-NH2) und der spezifischen funktionellen Gruppe („Rest“) ein H-Atom tragen. In der Literatur sind mehrere Synthesen für Methyldopa beschrieben. Methyldopa ist als Derivat des Brenzcatechins sehr oxidationsempfindlich; schon in schwach alkalischer Lösung erfolgt schnell eine Zersetzung durch Luftsauerstoff.

## Handelsnamen
Monopräparate: Aldomet (CH), Aldometil (A), Dopegyt (D), Presinol (D), Generika (D)